# Holm of Scockness
Holm of Scockness är en ö i Storbritannien.   Den ligger i kommunen Orkneyöarna och riksdelen Skottland, i den norra delen av landet, 900 km norr om huvudstaden London. Arean är 0,37 kvadratkilometer.
Terrängen på Holm of Scockness är mycket platt. Öns högsta punkt är 16 meter över havet. Den sträcker sig 0,9 kilometer i nord-sydlig riktning, och 0,6 kilometer i öst-västlig riktning.